# Comarca de Meira
Meira is een comarca van de Spaanse provincie Lugo, gelegen in de autonome regio Galicië. De hoofdstad is Meira.

## Gemeenten
Meira, Pol, Ribeira de Piquín en Riotorto.